# Capilla de Nuestra Señora la Virgen de la Soledad de Nules
La Capilla de Nuestra Señora la Virgen de la Soledad, es un edificio religioso, datado del siglo XVIII, que se encuentra en la calle José Bartrina de Nules, en la comarca de la Plana Baja,  que está catalogado como Bien de Relevancia Local según la Disposición Adicional Quinta de la Ley 5/2007, de 9 de febrero, de la Generalitat, de modificación de la Ley 4/1998, de 11 de junio, del Patrimonio Cultural Valenciano (DOCV Núm. 5.449 / 13/02/2007), con código 12.06.082-002.

## Descripción histórico artística
La iglesia se construyó, bajo la dirección de Antonio Gilabert, en el siglo XVIII, concretamente entre 1757 y 1769, siguiendo las pautas del estilo rococó, y convirtiéndose en uno ejemplo de este tipo de arquitectura en la Comunidad Valenciana.
Entre su exuberante decoración cabe destacar las rocallas que se emplean para la decoración, tanto de arcos como de la cúpula y bóveda; también merecen una especial mención los relieves alegóricos a cuatro pasajes dolorosos de la vida de la Virgen, obra de Ignacio Vergara, como son la huida a Egipto; Jesús perdido y hallado; la crucifixión de Jesús; y la Piedad.
La advocación mariana que le da nombre, la Virgen de la Soledad, tiene una imagen, de finales del siglo XVI, que fue llevada a Nules por Felipe II, cuando en el año 1588 visitó la villa, y actualmente se encuentra en el altar mayor (que es un altar nuevo, construido para sustituir al original de 1769 que fue destruido en la guerra del 36).
La imagen se decoró con una corona de plata cincelada y repujada, obra de un orfebre valenciano, Entreaigües, datada de mediados del siglo XVIII, y que está considerada como un bien de interés.   Además la imagen está vestida y consta entre otras piezas de un hermoso manto blanco que fue restaurado a instancias de mosén Trinirari Mariner (quien instó a restaurar también la capilla en su conjunto, ya que se había visto afectada por la caída de un rayo).
La restauración la llevó a cabo el Instituto Valenciano de Conservación y Restauración de Bienes culturales, en colaboración con la Secretaria Autonómica de Cultura y Política Lingüística. El conjunto restaurado estaba formado por el manto (de 223,5 x 323 cm) y una túnica (119 x 119,5 cm) con mangas y manguitos. El material original empleado para la confección de estas prendas fue un tisú de seda y tramas de plata, decorado con bordado en relieve con hilos metálicos y decoración con pedrería, siguiendo motivos vegetales y elementos simbólicos alusivos a la Virgen y la villa de Nules. El conjunto se remataba con flecos de pasamanería formados por hilos metálicos, que se completaban en la zona delantera con encaje manual metálico. Por su parte, el forro de la capa es  de tafetán color marfil con efecto muaré.
La coronación canónica de la Virgen de la Soledad, patrona de Nules, tuvo lugar en el año 2001, y desde ese momento todos los años se conmemora este acontecimiento con una eucaristía de acción de gracias, que cuenta con la asistencia tanto de representantes de la corporación municipal como de la reina de las fiestas y corte de honor de cada año.